# Laurent de Premierfait

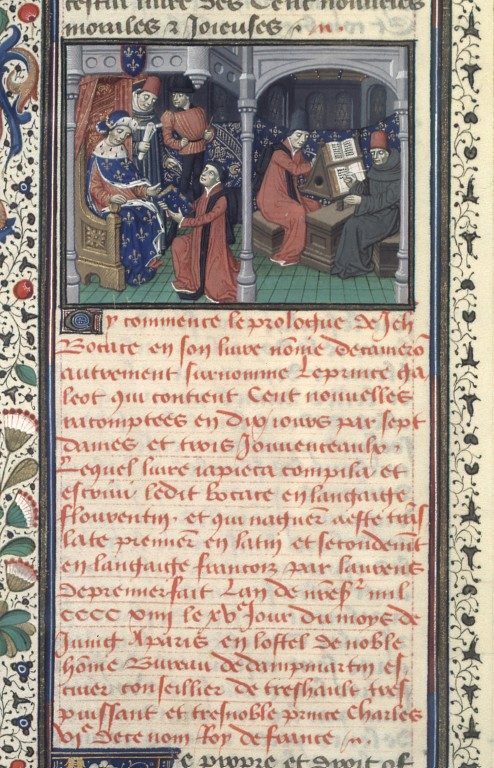
Decamerone: voorstelling van het boek en een schrijvende Laurent de Premierfait

Laurent de Premierfait in het Latijn Laurentius Campanus of Laurentius Trecensis was, een Frans dichter, humanist, en vertaler die werd geboren tussen 1360 en 1370 in Prémierfait (een klein dorpje tussen Méry-sur-Seine en Arcis-sur-Aube, 20 km ten noorden van Troyes). Hij overleed in Parijs in 1418.

## Biografie

### Jeugd
Over zijn jeugdjaren is weinig geweten omdat er zo goed als niets is teruggevonden in archieven of documenten. Ook zijn geboortedatum is een schatting die uitgaat van de veronderstelling dat hij van dezelfde generatie was als Jean Gerson en Nicolas de Clamanges. Dat hij van het bisdom Troyes afkomstig was en dat zijn vader Jean of Jehan heette, weten we uit de briefwisseling van Giovanni Moccia die hem adresseerde als “amico optimo Laurencio Johannis Trecensi”.
Ook over zijn studies weten we niet meer dan wat Moccia schreef, dat hij afkomstig was en studeerde in Troyes (qui genus et studium dedit urbs Trecensis).Daarnaast werd hij vaak genoemd als “klerk van het bisdom Troyes. Er wordt soms geopperd dat hij samen met zijn vrienden Jean de Montreuil en Nicolas de Clamanges in Parijs aan de Sorbonne zou gestudeerd hebben, maar dat blijft een hypothese.

### Avignon
Laurent de Premierfait werd dankzij de steun van Giovanni Moccia secretaris van kardinaal Amédée de Saluces, een neef van Clemens VII. Het was Jean Muret, pauselijk secretaris omstreeks 1390, die Laurent en Moccia in contact bracht. Hij zou aan zijn collega, Moccia, een gedicht van de jonge champenois getoond hebben, die zou daarop Laurent uitgenodigd hebben om naar Avignon te komen.
Waar we zeker van zijn is dat Premierfait deelnam aan de literaire activiteiten. Hij wordt genoemd in twee brieven van Moccia en schreef een aantal dichtwerken waaronder een elegie naar aanleiding van het overlijden van Elinore Rotronchina. Hij weten ook, uit de briefwisseling van zijn vrienden, dat hij een gedicht schreef ter herinnering aan kardinaal Pietramala, maar het werk zelf is verloren gegaan. Voor de zomer van 1398 zou hij Avignon al verlaten hebben om zich in Parijs te vestigen.

### Parijs
Vanaf 1400 is hij gedocumenteerd te Parijs waar hij werkte voor Jehan de Chanteprime, raadsheer bij het parlement en deken van de Notre-Dame van Parijs en trésorier des chartes de mooie titel publicus apostolica et imperiali auctoritate notarius. Hij voltooide voor hem op 13 november 1400 de eerste vertaling van de De casibus virorum illustrium van Giovanni Boccaccio.
Op 5 November 1405, draagt hij zijn vertaling van de De senectute van Cicero op aan Lodewijk II van Bourbon, waarbij hij zichzelf diens nederige klerk en dienaar noemt. Hij krijgt vervolgens van Lodewijk de opdracht voor het vertalen van de De amicitia. Op 15 april 1409 draagt hij zijn tweede vertaling van de De casibus op aan Jean de Berry en noemt zich diens klerk en secretaris. De opdracht hiervoor had hij gekregen van Martin Gouge, de bisschop van Chartres.
Tussen 1408 en 1410, fungeert hij als notaris voor de dauphin Lodewijk van Guyenne. In oktober 1410 trad hij in dienst bij Charles Bureau de la Rivière, de graaf van Dammartin-en-Goële, raadsheer en kamerheer van de koning. Het is in diens hôtel particulier dat hij tussen 1411 en 1414 de eerste Franse vertaling van de Decamerone van Giovanni Boccaccio, die op 14 juni 1414 eveneens werd opgedragen aan de hertog van Berry. Gezien Laurent de Premierfait geen Italiaans kende, baseerde hij zich op de Latijnse vertaling van de tekst door de franciscaan Antonio Neri d’Arezzo. Het is ook bij Charles Bureau dat hij op 9 juli 1416 de vertaling van de De amicitia voltooide, nog een opdracht van Lodewijk II.
Voor zijn laatste beschermheer Simon du Bois voltooide hij in 1417 de herziening van de Franse vertaling door Nicolaas van Oresme van de Oeconomica traditioneel toegeschreven aan Aristoteles, maar tegenwoordig aan een leerling.
Zijn dood in 1418 wordt bevestigd door een marginale nota in een handschrift met brieven van Jean de Montreuil, gemaakt door Jean le Bègue, griffier bij de rekenkamer (1368 - 1457). Het is niet duidelijk of hij stierf tijdens de strijd tussen de Armagnacs en de Bourguignons of ten gevolge van de pestepidemie die dat jaar vanaf augustus in Parijs woedde.

## Betekenis
Laurent de Premierfait maakte deel uit van de generatie Franse humanisten ten tijde van de regering van Karel VI. Ze herontdekten de klassieke Latijnse literatuur van Cicero tot Petrarca en Giovanni Boccaccio. Laurent was een erudiete Latinist en auteur van een belangrijk aantal werken van Latijnse poëzie die door de humanisten van zijn tijd erg geapprecieerd werden. Maar hij is toch voornamelijk bekend dankzij zijn talrijke vertalingen uit het Latijn naar het Frans die hij maakte voor de aristocratie van zijn tijd. Zijn succes wordt geïllustreerd door het feit dat er meer dan 120 manuscripten van zijn vertalingen bewaard zijn gebleven, en zijn werken vonden heel snel hun weg naar de drukpers.

## Vertalingen

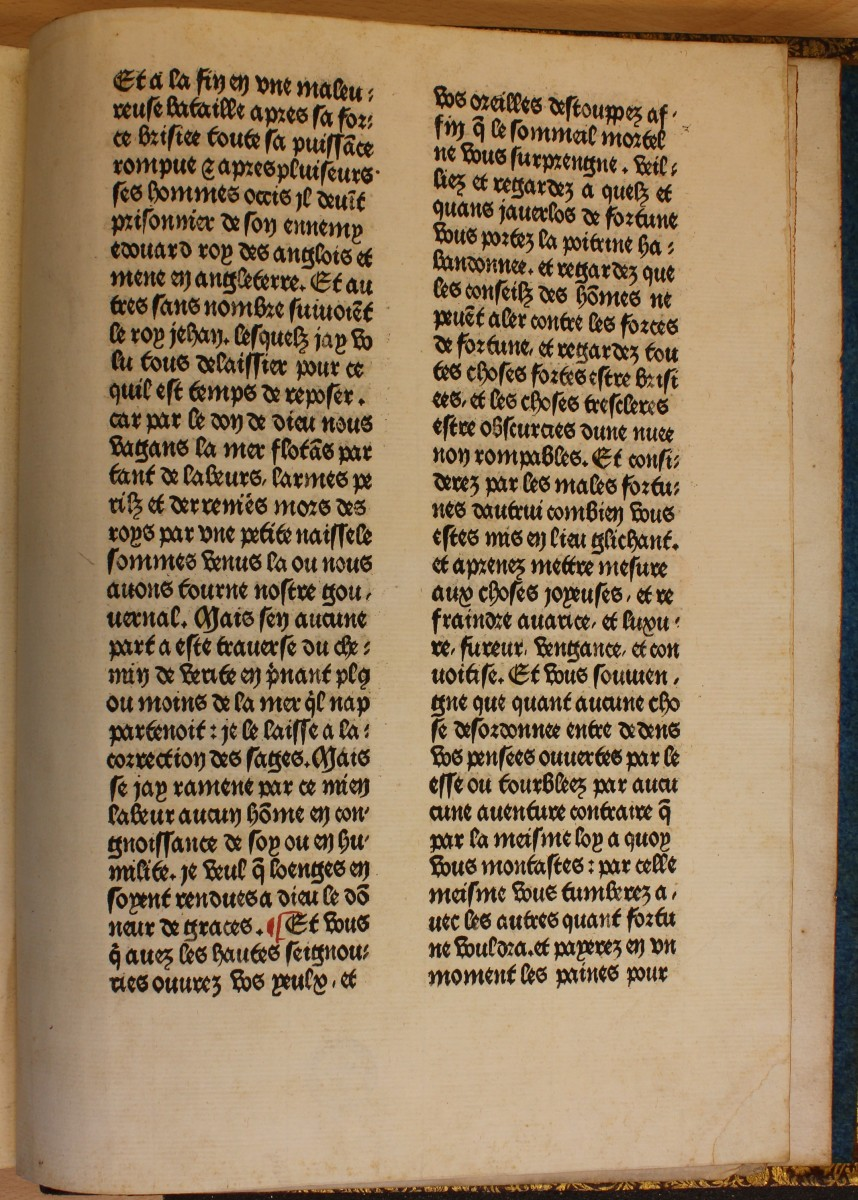
Fragment uit De la ruyne des nobles hommes et femmes. Gedrukt door Mansion in 1476 te Brugge. Bewaard door de Openbare Bibliotheek Brugge.

- De casibus virorum illustrium van Giovanni Boccaccio. In het Frans Des cas des nobles hommes et femmes. Eerste Versie in 1400, tweede in 1409. Opgedragen aan Jean de Berry. Van de versie van 1400 zijn 11 manuscripten bewaard, van de versie van 1409 zijn er 57 bewaard. Het werk werd een eerste keer gedrukt in 1476 door Colard Mansion in Brugge, een tweede uitgave volgde in 1494, gedrukt bij Antoine Vérard in Parijs.
- De senectute (Le livre de vieilesse) van Cicero volgt in 1505 en werd opgedragen aan Lodewijk II van Bourbon. Hier van zijn 27 manuscripten bewaard
- Vers en latin a la louenge de Jehan Bocace : een Latijns lofdicht op Boccaccio, gevolgd door de Franse vertaling, gemaakt in ca. 1409. Een exemplaar is bewaard in de Bibliothèque nationale de France.
- L’istoire rommaine de Titus Livius was een bewerking van de vertaling van het werk van Titus Livius door Pierre Bersuire. Er is slechts één exemplaar van bewaard gebleven dat geschreven werd omstreeks 1410.
- De Decamerone (Decameron) van Giovanni Boccaccio wordt in 1414 beëindigd en werd eveneens opgedragen aan Jean de Berry. Van deze tekst zijn 17 handschriften bewaard gebleven. Er werd een eerste versie gedrukt bij Jean du Pré en Antoine Caillaut op 22 november 1485 als Livre des cent nouvelles. De volgende uitgaven verschijnen in 1501 en 1521.
- De amicitia werd afgewerkt in 1416. Het was een oude opdracht van Lodewijk II die hij voltooide in de tijd dat hij werkte voor Charles Bureau. Van Le livre de vraye amistié zijn 14 handschriften bewaard
- Oeconomica herziening van de vertaling door Nicolaas van Oresme verscheen als Le livre de yconomiques in 1417. Er zijn 7 exemplaren van bewaard.

## Weblinks
- Laurent de Premierfait: volledige lijst van werken op Arlima.

- Bibliothèque nationale de France: cb13747728m (data)
- Gemeinsame Normdatei: 100951562
- International Standard Name Identifier: 0000 0000 8016 6035
- Library of Congress Control Number: nr98029740
- Nationale Bibliotheek van Israël: 987007347149305171
- Nederlandse Thesaurus van Auteursnamen: 204512166
- Système universitaire de documentation: 060714700
- Virtual International Authority File: 62151776787018011788